# اسپرانزا، آگوسان دل سور
اسپرانزا، آگوسان دل سور (به لاتین: Esperanza, Agusan del Sur) یک منطقهٔ مسکونی در فیلیپین است که در آگوسان جنوبی واقع شده‌است.